# Michael Meadows
Michael Meadows, född 11 september 1987 i Oxford, är en brittisk racerförare.